# Qazigund
Qazigund là một thị xã và là nơi đặt ủy ban khu vực quy hoạch (notified area committee) của quận Anantnag thuộc bang Jammu và Kashmir, Ấn Độ.

## Địa lý
Qazigund có vị trí 33°38′B 75°09′Đ / 33,63°B 75,15°Đ Nó có độ cao trung bình là 1670 mét (5478 feet).

## Nhân khẩu
Theo điều tra dân số năm 2001 của Ấn Độ, Qazigund có dân số 4307 người. Phái nam chiếm 62% tổng số dân và phái nữ chiếm 38%. Qazigund có tỷ lệ 67% biết đọc biết viết, cao hơn tỷ lệ trung bình toàn quốc là 59,5%: tỷ lệ cho phái nam là 78%, và tỷ lệ cho phái nữ là 49%. Tại Qazigund, 8% dân số nhỏ hơn 6 tuổi.